# Фавойнш
Фавойнш (порт. Favões)  —  район (фрегезия) в Португалии,  входит в округ Порту. Является составной частью муниципалитета  Марку-де-Канавезеш. По старому административному делению входил в провинцию Дору-Литорал. Входит в экономико-статистический  субрегион Тамега, который входит в Северный регион. Население составляет 1098 человек на 2001 год. Занимает площадь 3,57 км².
Покровителем района считается Святой Пайю (порт. São Paio). 